# Zell (Lucerna)
Zell es una comuna suiza del cantón de Lucerna, situada en el distrito de Willisau. Limita al norte con las comunas de Grossdietwil y Ohmstal, al este con Gettnau, al sur con Willisau y Ufhusen, y al oeste con Fischbach.

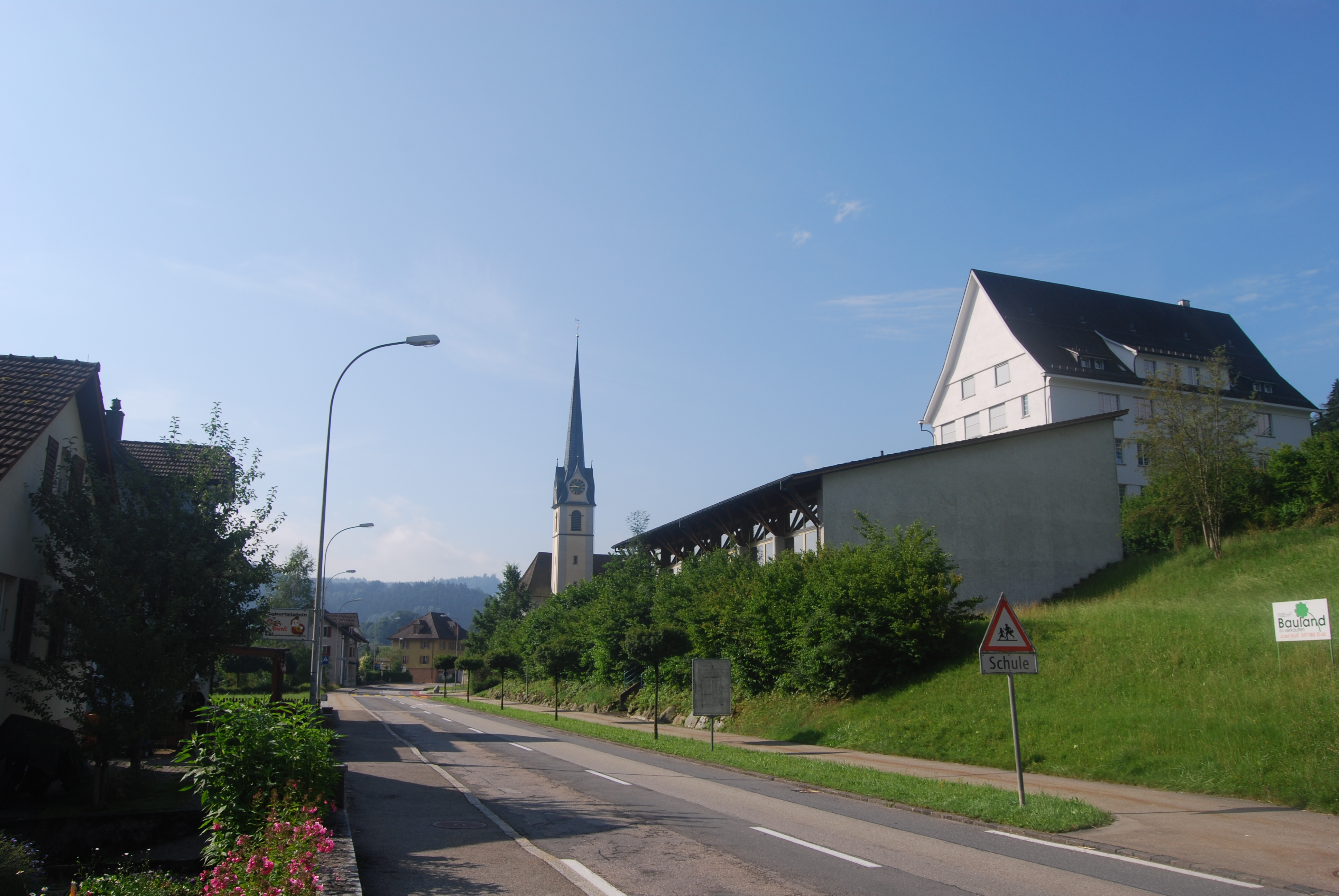
Zell